# Leif Tilden
Pour les articles homonymes, voir Tilden.
Leif Tilden est un acteur, réalisateur et scénariste américain né le 20 mars 1964 à Boston, Massachusetts (États-Unis).

## Filmographie

### Acteur
- 1990 : Les Tortues Ninja (Teenage Mutant Ninja Turtles) : Donatello / Foot Messenger
- 1991 : Les Tortues Ninja 2 : Les héros sont de retour (Teenage Mutant Ninja Turtles II: The Secret of the Ooze) : Donatello / Foot #3
- 1995 : Drôle de singe (Born to Be Wild) : Katie the gorilla
- 1995 : Ace Ventura en Afrique (Ace Ventura: When Nature Calls) : Gorilla performer
- 1996 : Invader : The Invader
- 1997 : Mon copain Buddy (Buddy) : Buddy
- 2001 : D.C. Smalls : Cowboy
- 2001 : Monkeybone : Cyclops

### Réalisateur
- 2001 : BigLove
- 2001 : Reunion

### Scénariste
- 2001 : BigLove